# Vonore
Vonore is een plaats (town) in de Amerikaanse staat Tennessee, en valt bestuurlijk gezien onder Blount County en Monroe County.

## Demografie
Bij de volkstelling in 2000 werd het aantal inwoners vastgesteld op 1162.
In 2006 is het aantal inwoners door het United States Census Bureau geschat op 1440, een stijging van 278 (23.9%).

## Geografie
Volgens het United States Census Bureau beslaat de plaats een oppervlakte van
30,7 km², waarvan 22,5 km² land en 8,2 km² water. Vonore ligt op ongeveer 248 m boven zeeniveau.

## Plaatsen in de nabije omgeving
De onderstaande figuur toont nabijgelegen plaatsen in een straal van 20 km rond Vonore.